# Ormia depleta
Ormia depleta är en tvåvingeart som först beskrevs av Christian Rudolph Wilhelm Wiedemann 1830.  Ormia depleta ingår i släktet Ormia och familjen parasitflugor. Inga underarter finns listade i Catalogue of Life.